# ヨーロッパシジュウカラ

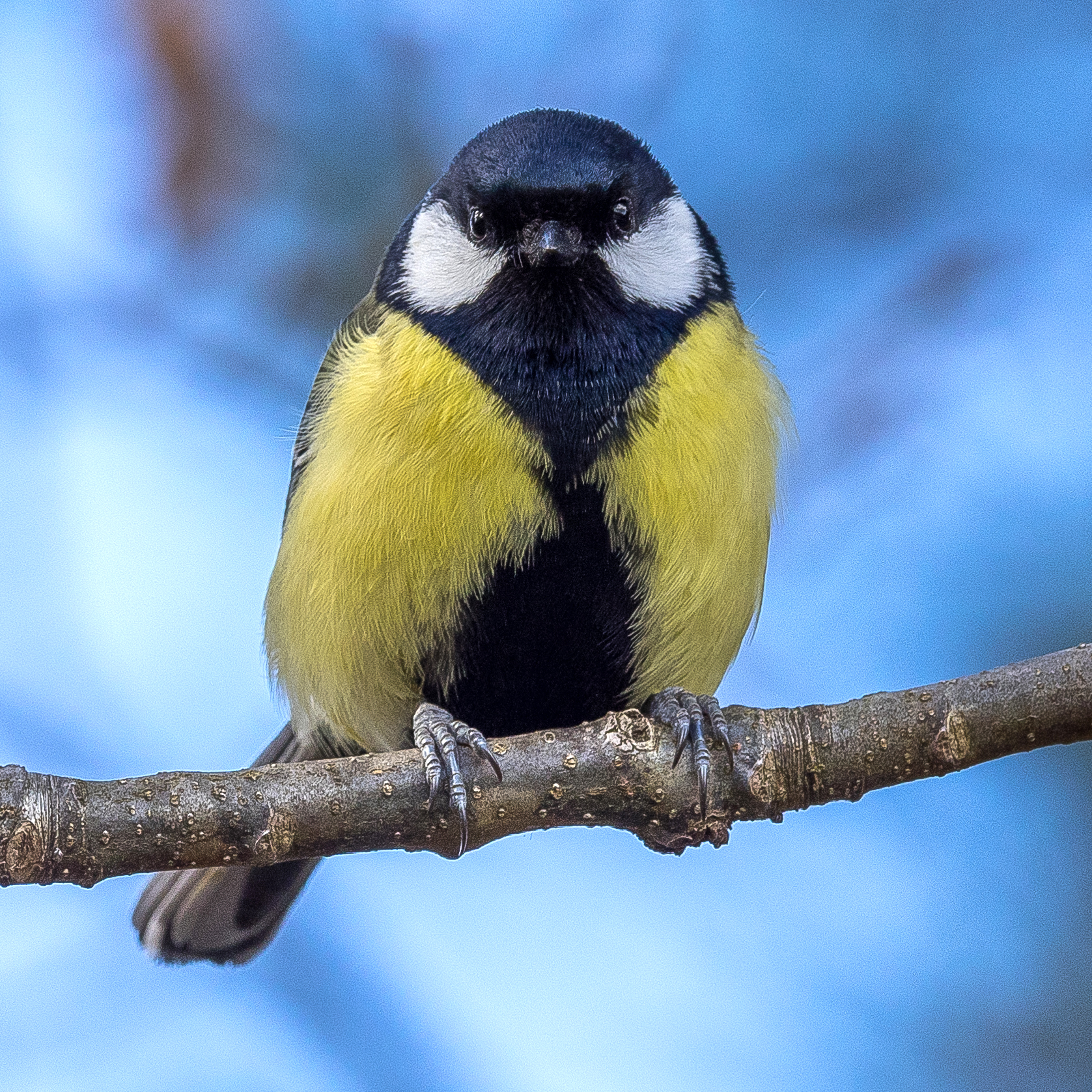
スウェーデンのヨーロッパシジュウカラ(2016)

ヨーロッパシジュウカラ (Parus major) は、ヨーロッパから中国のアムール川まで東西に広く分布するスズメ目シジュウカラ科シジュウカラ属に分類される鳥類の俗称。2005年の種分割がなされて以降、日本鳥学会はParus major種の標準和名を日本鳥類目録に記載していないが、輸入販売を行うペットショップ等でこの表記が使われるなど「ヨーロッパシジュウカラ」が通俗的な和名として定着している。
ヨーロッパ全域と中東と中央アジアで普遍的な種であり、東はアムール川までの旧北区、南は北アフリカの一部にも分布しており、一般的にはあらゆる種類の森林地帯に生息している。大半のヨーロッパシジュウカラは、厳冬期を除いて渡りをしない。この種は2005年まで他の様々な亜種と一括りにされていた。DNA研究でそれら亜種がヨーロッパシジュウカラ(Parus major)とは異なることが示され、現在は南アジアのクロシジュウカラ(Parus cinereus)および東アジアのシジュウカラ(Parus minor)の2種とは異なる種として分割されている。ヨーロッパシジュウカラは、シジュウカラ属の中で最も広範囲な種である。
ヨーロッパシジュウカラは、黒い頭と首、目立つ白い頬、オリーブ色の背面と黄色の腹部が特徴的な鳥で、多くの亜種間で若干の差異がある。夏は主に昆虫食であるが、冬になると冬眠中のコウモリを含む広範な食餌をする。全てのシジュウカラ科がするように、通常は樹洞に営巣する。メスは約12個の卵を産み、メスだけが抱卵するが、雛を育てるのはオスとメス双方の親鳥が行う。例年であればつがいで2羽の雛を育てる。巣はキツツキやリスやイタチに襲撃されたり、ノミが繁殖してしまう場合があり、成鳥はハイタカに狩られる可能性がある。ヨーロッパシジュウカラは人間の変化する環境によく適応しており、都市公園や庭園で一般的かつ身近な鳥である。このシジュウカラはまた鳥類学の重要な研究種である。

## 分類学
このシジュウカラは、1758年にカール・リンネによって著書『自然の体系』10版の中で現在の二名法による種名で記載された。学名Parus majorはラテン語の「シジュウカラ属(Parus)」と「大きい(maior)」に由来する。17世紀にフランシス・ウィラビイが既にこの名称を使っていた。
以前のシジュウカラは、イギリスから日本までの東西範囲、南はインドネシアの島々に至る範囲に及ぶ鳥として扱われており、36の亜種が4つの主な種群に帰属すると説明されていた。major（ヨーロッパのシジュウカラ）群はヨーロッパ全土およびアジアと北アフリカの温帯にかけて13亜種がおり、minor（日本のシジュウカラ）群はロシア南東部および日本から東南アジア北部にかけて9亜種がおり、cinereus（南アジアのシジュウカラ）群はイランからインドネシアまでの南アジア全域で11亜種が発見された。3つのbokharensis亜種は多くの場合、別種のボハラシジュウカラ(Parus bokharensis)として扱われていた。この形態はかつて亜種全体に遺伝子流動を伴うチベット高原周辺の輪状種を形成すると考えられていたが、ミトコンドリアDNAの配列を調べたところ、4群が別々（単系統群）であることが判明した。

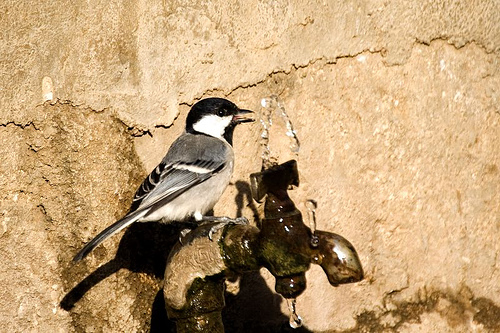
クロシジュウカラの11亜種は、かつてヨーロッパシジュウカラと一括りにされていたが、近年の遺伝学・生物学的な研究によって別種に分割された。

2005年に発表された研究では、major群がcinereus群やminor群とは異なり、P. m. bokharensisと共に約150万年前にこれら2群から枝分かれしたことが確認された。bokharensisとmajor群との枝分かれは約50万年前だと推定された。他にもこの研究はmajor群とminor群が出会うアムール渓谷で両者の代表種による交雑種を調べた。交雑種は稀で、両群には幾つかの生殖障壁があったことが示唆された。同研究は、東方にいる2群をクロシジュウカラ(Parus cinereus)と日本のシジュウカラ(Parus minor)という新種に分割することを勧告し、ボハラシジュウカラはmajor群に一括りすることを勧告した。
この分類には、例えば国際鳥類学会議の世界鳥類リスト (IOC World Bird List) など一部の権威が従っている。より伝統的な分類に従ってシジュウカラ属を扱う書籍 (Handbook of the Birds of the World) もあり、こちらはボハラシジュウカラを別種として扱いながらも、日本のシジュウカラと南アジアのクロシジュウカラをヨーロッパシジュウカラに含めており、この動向に批判は出ていない。
ヨーロッパシジュウカラの指名亜種は、イベリア半島からアムール渓谷まで、そしてスカンジナビアから中東までにわたって最も広く分布している。他の亜種はより限定的な分布で、4種は島々に限定されており、他はかつての氷河期を生き延びた局所群（レフュジア）に代表されるP. m. major亜種である。こうした広い領域にわたる形態的に均質な1亜種の優位性は、指名亜種が直近の氷河期の後に急速に広い領域を再び生息域にしたことを示唆している。この仮説は、遺伝的ボトルネック効果とそれに続く個体群の急拡大を示唆する遺伝学的研究によって支持されている。
シジュウカラ科においてシジュウカラ属はかつてシジュウカラ種の大部分を占めていたが、形態学的研究と遺伝学的研究が1998年にその大きな属の分裂をもたらした。ヨーロッパシジュウカラはシジュウカラ属に留め置かれ、これはルリガラ属と共にシジュウカラ系統で「貯食しない鳥」として知られる（他の分岐群は貯食行動する）。シジュウカラ属は現在も同科で最も大きいが、再び分割される可能性がある。以前は亜種だと見なされていた、ヨーロッパシジュウカラに最も近しい（種外の）親種は、南アジアのハジロシジュウカラ (Machlolophus nuchalis) とキバラシジュウカラ (Parus monticolus) である。シジュウカラ属外部との交雑種は極めて稀だが、アオガラやヒガラほか恐らくハシブトガラで記録されている。

### 亜種

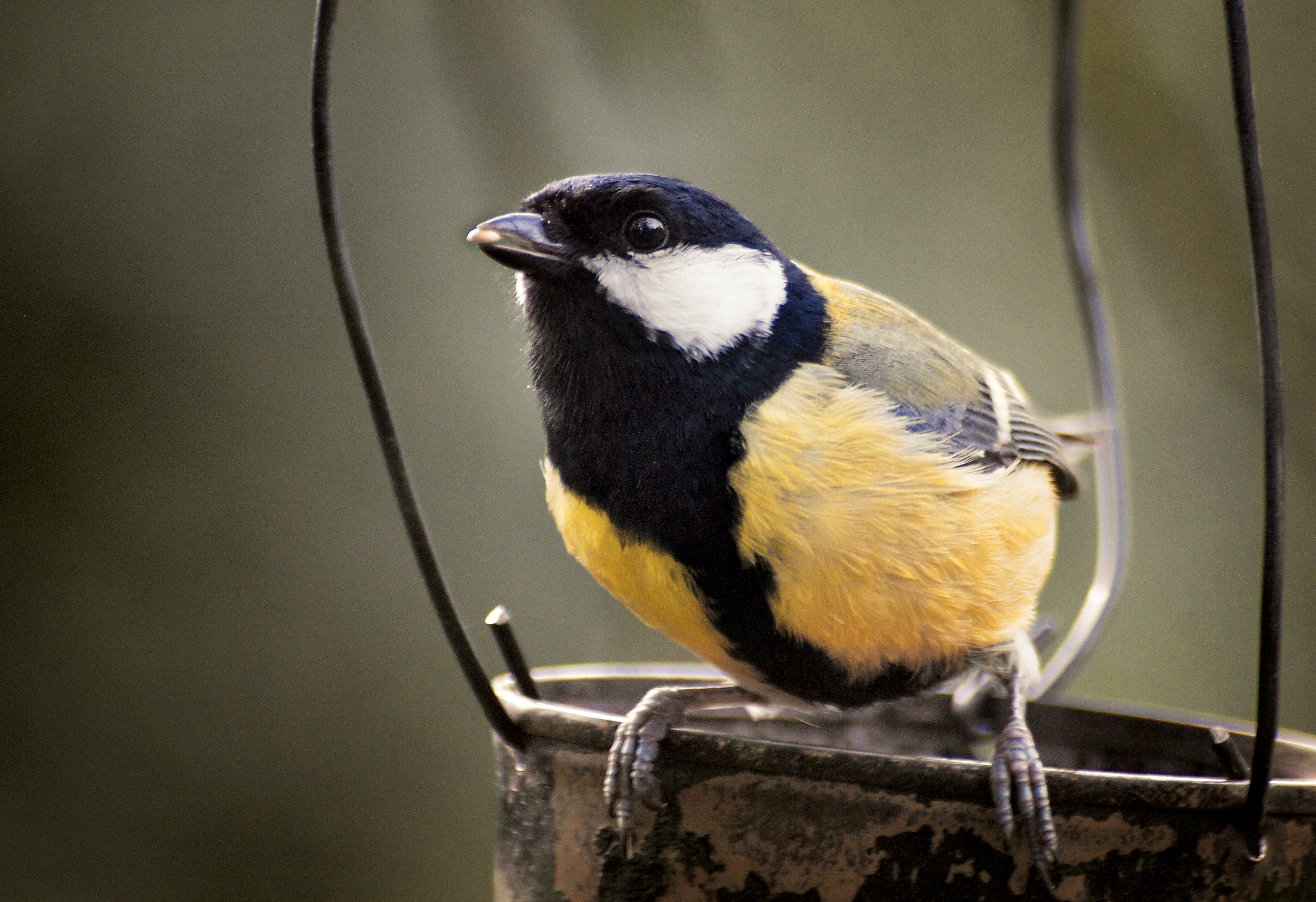
英国の亜種P. m. newtoniは、指名種よりも下腹部の縞模様が太い（ロンドン、キューガーデン）

2007年時点で、ヨーロッパシジュウカラの認定亜種が15種いる。
P. m. major
1758年にリンネによって記載された。指名種。ほぼヨーロッパ全域、小アジア、カザフスタン北部と東部、シベリア南部、モンゴル北部、遠くはアムール渓谷まで見られる。
P. m. newtoni
1894年にプラジャークにより記載。イギリス諸島全域で見られる。
P. m. excelsus
1857年にBuvryにより記載。アフリカ北西部で見られる。
P. m. corsus
1903年にクラインシュミットにより記載。ポルトガル、スペイン南部、コルシカ島で見られる。
P. m. mallorcae
1913年にvon Jordansにより記載。バレアレス諸島で見られる。
P. m. ecki
1970年にvon Jordansにより記載。サルデーニャで見られる。
P. m. niethammeri
1970年にvon Jordansにより記載。クレタ島で見られる。
P. m. aphrodite
1901年にマダラシュにより記載。イタリア南部、ギリシャ南部、キプロス、エーゲ海諸島で見られる。
P. m. terrasanctae
1910年にハーテートにより記載。レバノン、イスラエル、ヨルダン、シリアで見られる。
P. m. karelini
1910年にザルドニーにより記載。アゼルバイジャン南東部とイラン北西部で見られる。
P. m. blandfordi
1894年にプラジャークにより記載。イラン北中部と南西部で見られる。
P. m. bokharensis
1823年にリヒテンシュタインにより記載。カザフスタン南部、ウズベキスタン、トルクメニスタンのほかイラン極北とアフガニスタン極北で見られる。これは次の2つの亜種と共にかつては別種として扱われた。
P. m. turkestanicus
1905年にザルドニーとルードンにより記載。カザフスタン東部から中国の極北西部およびモンゴル西部にわたって見られる。
P. m. ferghanensis
1912年にブトゥルリンにより記載。タジキスタンとキルギスで見られる。
P. m. kapustini
1954年にポルテンコにより記載。中国北西部（新疆北西部）とモンゴルとシベリアで見られる。

## 形態

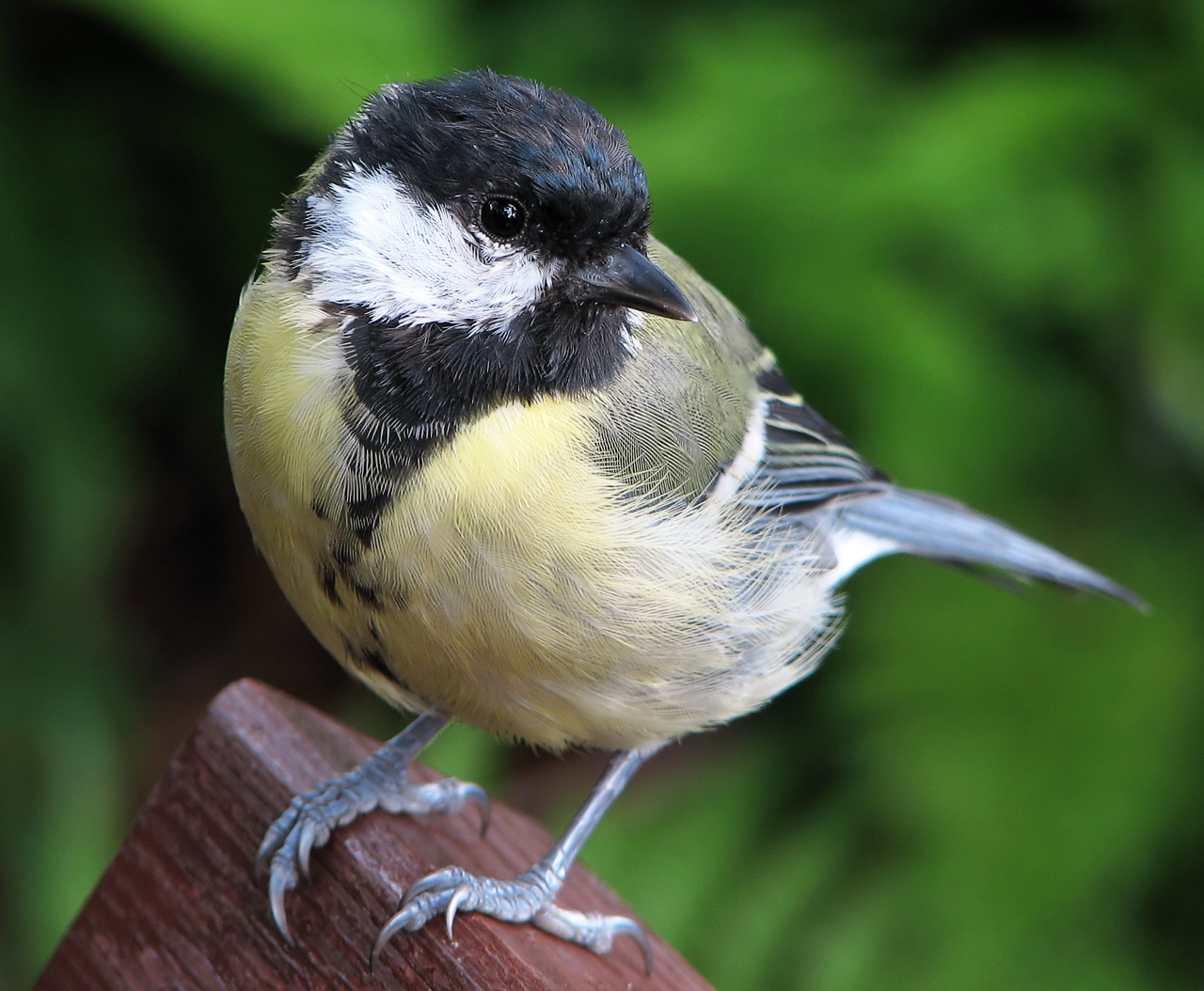
メスや幼鳥は中央の縞が狭く、たまに途切れていたりもする。

ヨーロッパシジュウカラは全長が12.5-14.0 cmで、認識しやすい独特の外観である。指名種(P. major major)は頭上が青みがかった黒で、首と喉と胸部と頭部は黒く、頬と耳羽が白い。胸は明るいレモン色で、胸から肛門にかけて広い中央の縦縞が黒く走っている。首のうなじ上部に黄緑色へと変わる白い斑紋がある。それ以外のうなじ箇所と背中は、オリーブがかった緑色である。雨覆は緑色で、それ以外の翼は青みがかった灰色で翼帯が白い。尾は青みがかった灰色で先端が白い。メスの羽毛は全体的に色がぼやけている以外はオスと似ており、具体的な相違は胸部の黒が際立っておらず腹部を下に走っている線も同様で、こちらは狭くてたまに途切れていたりする。幼鳥はメスに似ているが、うなじと首が鈍いオリーブ系の茶色で、腰は灰色がかっており、尾はより灰色が強くて先端の白は不明瞭である。

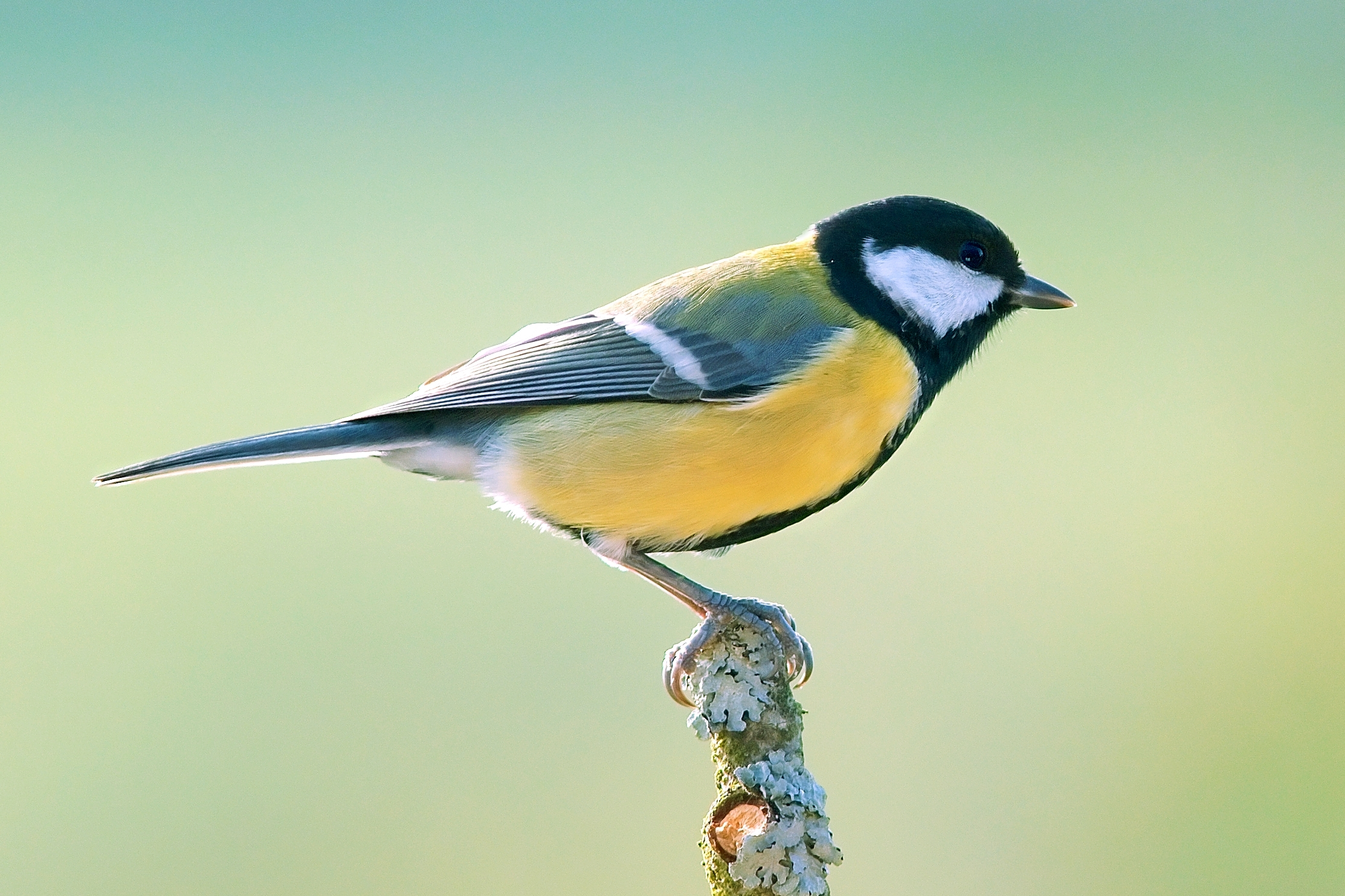
オスの羽毛は一般的に明るいが、これは亜種によって異なる

亜種には幾つかの差異がある。P. m. newtoniは指名種に似ているが、クチバシが僅かに長く、背面上部は僅かに深緑で、尾の先端は白でなく、腹の中央縦縞は腹部で広い。P. m. corsus も指名種の形態に似ているが、上部の色がくすんでおり、尾の白が少なく、うなじの黄色が少ない。P. m. mallorcaeは指名亜種に似ているが、クチバシがより大きく、上部が灰青色、下部は僅かに青白い。P. m. eckiは、青い上部と青白い下部を除けばP. m. mallorcaeに似ている。P. m. excelsusは指名種に似ているが、上部がはるかに明るい緑色、下部が明るい黄色、尾の白が無い(または極少）。P. m. aphroditeはより暗く、上部はよりオリーブがかった灰色で、下部は下部はより黄色から淡いクリーム色。P. m. niethammeriはP. m. aphroditeに似ているが、上部は鈍く緑色が少なく、下側は淡い黄色。P. m. turkestanicusはの2つの亜種に似ているが、上部が僅かに青白い。P. m. blandfordiは指名種に似ているが、背面上部と肩甲骨が灰色で下部は淡い黄色。P. m. kareliniは指名種とP.m.blandfordiの中間体で、尾に白がない。P. m. bokharensisの羽毛は、より灰色の、淡いクリーミーな白から洗い落した灰色の下部、より大きな白いチープパッチ、灰色の尾、翼、背中とうなじ。また僅かに小さく嘴も小さいが尾は長い。この状況はトルキスタンシジュウカラ群の2つの関連亜種に似ている。P. m. turkestanicusはP. m. bokharensisに似ているが、嘴がより大きく上部が暗い。P. m. ferghanensisはP. m. bokharensisに似ているが、小さな嘴と側面に暗い灰色で、幼鳥ではより洗ったような黄色。

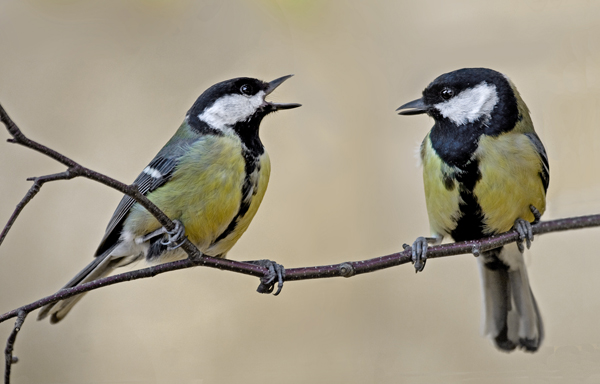
つがいのヨーロッパシジュウカラ。左がメスで右がオス

オスの胸の色は、強精と相関することが示されており、オスがメスに生殖優位性を顕示する一つの方法である。高濃度のカロテノイドがその胸の黄色を鮮やかにさせ、また大量の遊離基反応に精子が耐えられるようにする。カロテノイドは、この鳥からは生み出せず食物から摂取する必要があるため、オスの鮮やかな色は良い栄養を摂取している能力を表すものである。ただし、黄色の彩度は気象条件などの環境要因による影響も受ける。オスの腹にある縦縞の幅には個体差があり、メスが相手を選ぶ際の対象で、優れたメスは外見で広い縞を持つオスを選択する。

### 鳴き声

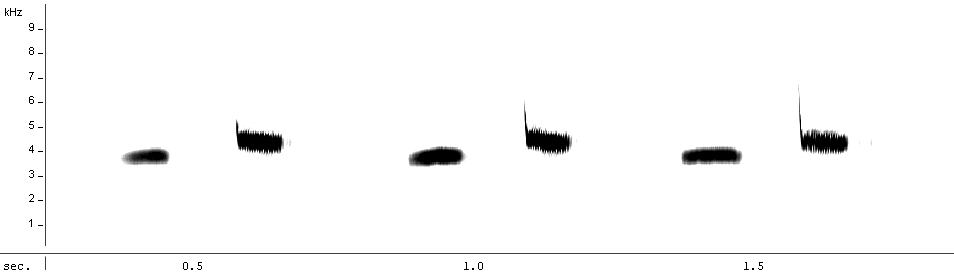
ヨーロッパシジュウカラのソナグラム

ヨーロッパシジュウカラは他のシジュウカラと同様、鳴き声で知られる鳥で、最大40種類の鳴き声を持っている。鳴き声は一般的にオスメスとも同じだが、オスのほうが遥かに奏でて、メスが鳴くことは滅多に無い。「ピッ」 「スピッ」 「チッ」などの柔らかな単音が接触の鳴き声として使われる。大きな「ティン」は、警告音または縄張り争いで成鳥のオスによって使われる。「ティーチャー、ティーチャー(teacher, teacher/先生、先生)」の聞きなしも
身近な鳴き声の一つで、しばしば手押し車の軋む車輪にも例えられ、縄張りの所有権を宣言するのに使われる。昔、イギリスの民間伝承では「鋸刃を研ぐような」その鳴き声を雨の予兆と考えた。鳴き声に地理的な違いは殆ど無いが、近年ヨーロッパシジュウカラより分割した南アジアのシジュウカラ群は、温帯のヨーロッパシジュウカラの鳴き声を認識せず反応することもない。
ヨーロッパシジュウカラの多彩な鳴き声を説明するものの一つに、ボー・ジェストの仮説(en)がある。由来となった同名小説の英雄は、自分の砦が実際よりも防御に優れているという印象を与えるため死んだ兵士を胸壁に立てかけた。同様に、鳴き声の多彩さはシジュウカラの縄張りが実際よりも密集しているという印象を与える。この説が正しいか否かはどうあれ沢山の語彙を持つ鳥は社会的支配性があり、より上手に繁殖する。

## 分布、渡り、生息地

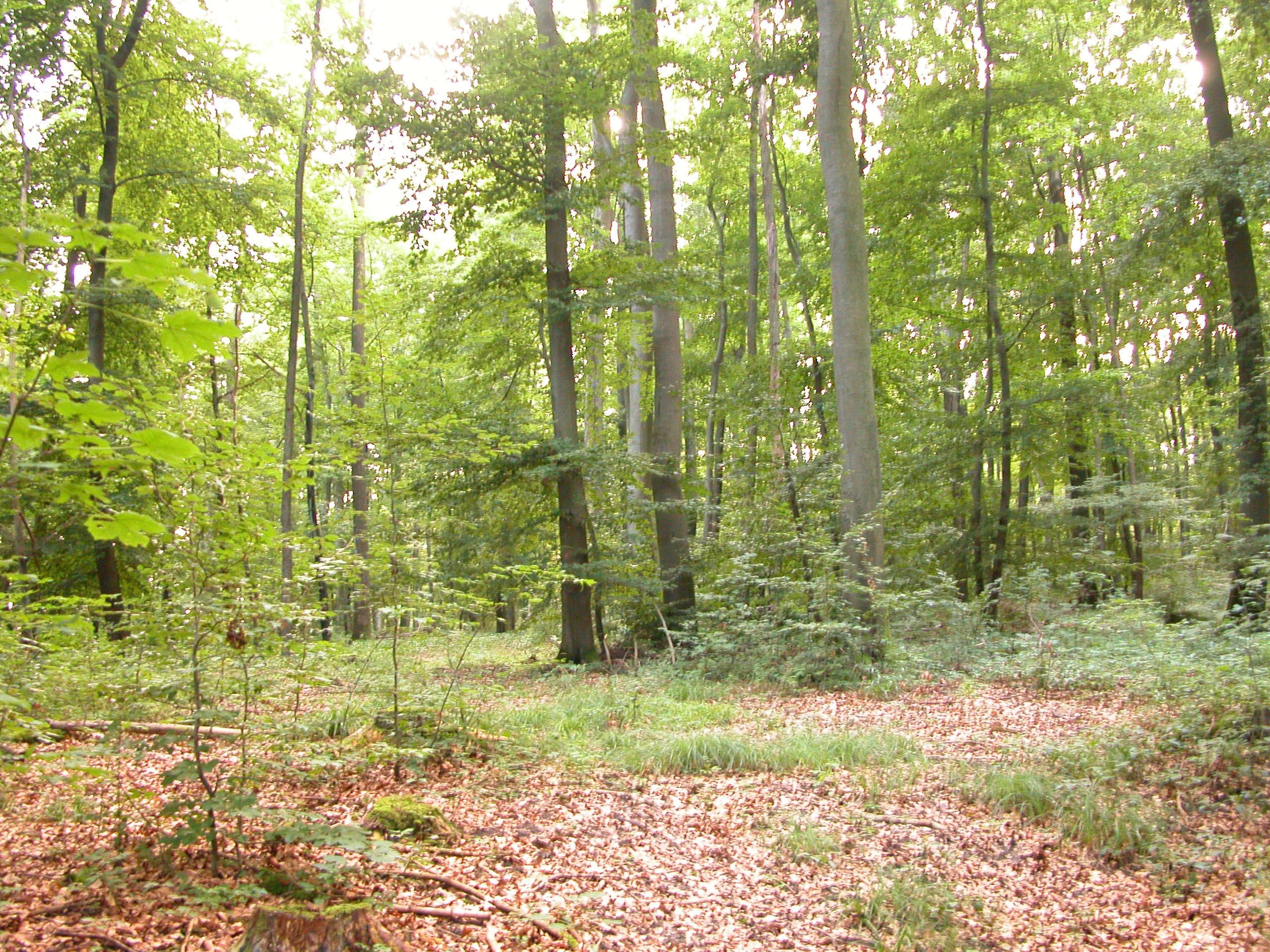
混合森林は、ヨーロッパシジュウカラの生息地の一つである

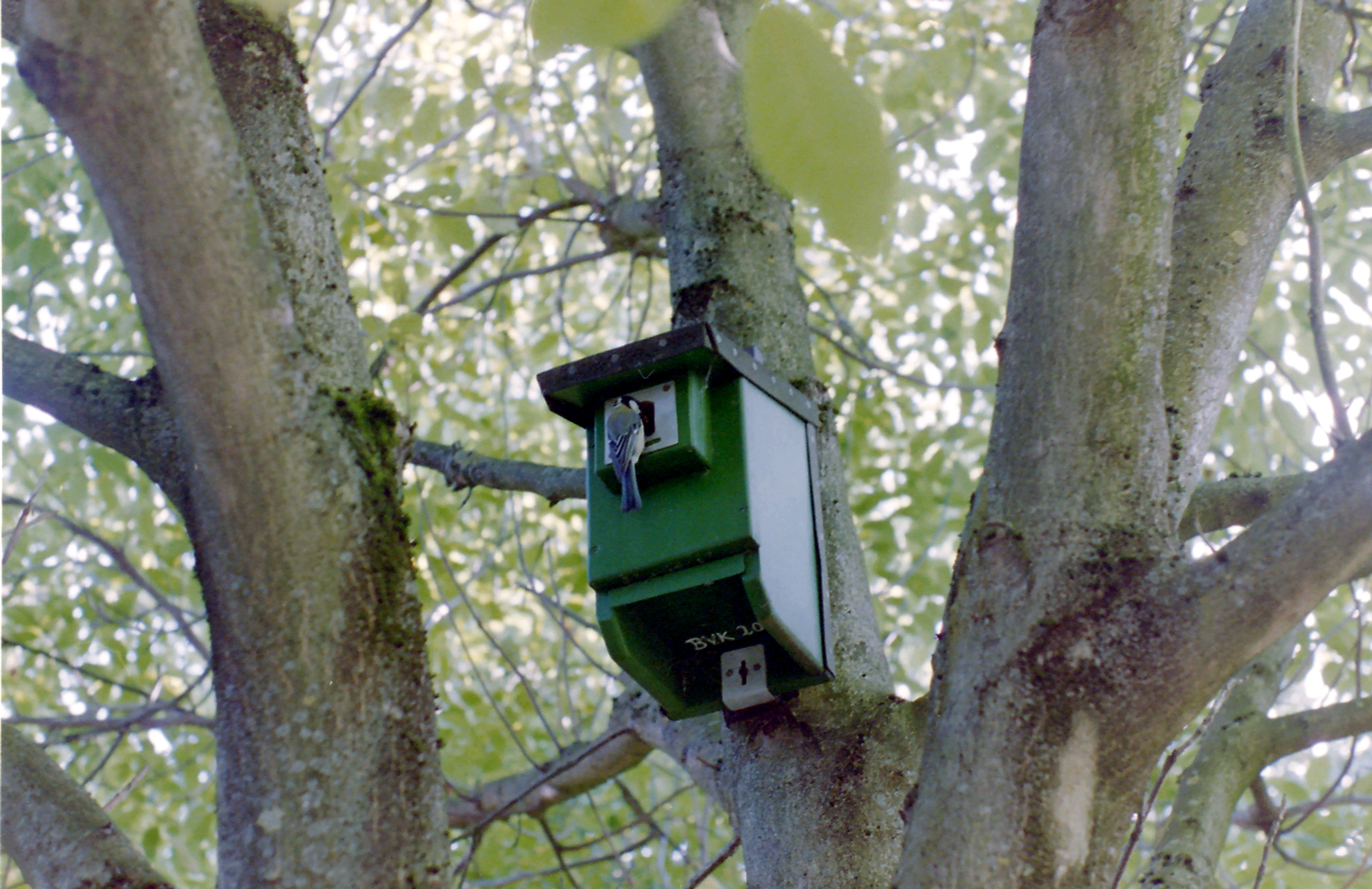
ドイツのアルテンベーケンにある巣箱

ヨーロッパシジュウカラは、アイスランドとスカンジナビア北部を除くヨーロッパ全域に分布しており、数多くの地中海諸島でも見られる。北アフリカではモロッコ、アルジェリア、チュニジアに生息している。また中東全域と中央アジアの一部（イラン北部やアフガニスタンからモンゴルまで）それとウラル山地から東に中国北部やアムール渓谷までの北アジア全域で見られる。
ヨーロッパシジュウカラは生息地が広範に及ぶ。最も一般的には開いた落葉樹林、混合森林、森林の端や庭園で見られる。針葉樹林を含む密林では木々の開けた場所を好む。シベリア北部では亜寒帯のタイガに生息している。北アフリカではオークの森だけでなくアトラス杉の木立やヤシの木立に生息している。シベリアやモンゴルや中国など範囲東側では、河川部の柳や白樺の森を好む。柳の河川部森林やポプラは特にトルキスタン亜種の生息地であり、低木地やオアシスも同様である。高地では、密集した落葉樹林や針葉樹林から樹木が点在する開けた場所まで、生息地が広範に及ぶ。
一般的にヨーロッパシジュウカラは渡り鳥ではない。つがいは通常、生息域の北部であっても一年じゅう自分達の縄張り内やその近辺に残る。若鳥は両親の縄張りから離れるが、通常は遠くに行かない。群れは、餌のない厳冬に渡りをする場合があり、最大1000羽の集団が北ヨーロッパからバルト海やオランダやイギリスまで、遠くは南のバルカン半島にまで移動する場合がある。
ヨーロッパシジュウカラは、アメリカ合衆国への導入がうまくできなかった。この鳥は1872年から1874年にかけてオハイオ州シンシナティ付近に放鳥されたが、定着しなかった。彼らがコドリンガを抑制する優れた手段であるとの提案は、特に米国で複数の新たな地域への導入につながる寸前だったが、この計画は実施されなかった。北中西部での小群が2002年にシカゴで放鳥された鳥の子孫と考えられており、ゴシキヒワ、カケス、ズアオアトリ、アオカワラヒワ、キンノジコ、アオガラ、ムネアカヒワと共生している。1960-61年に現カザフスタンのアルマトイ州にこの鳥が導入され、定着したものの現状は良く分かっていない。

## 習性

### 食餌と摂食

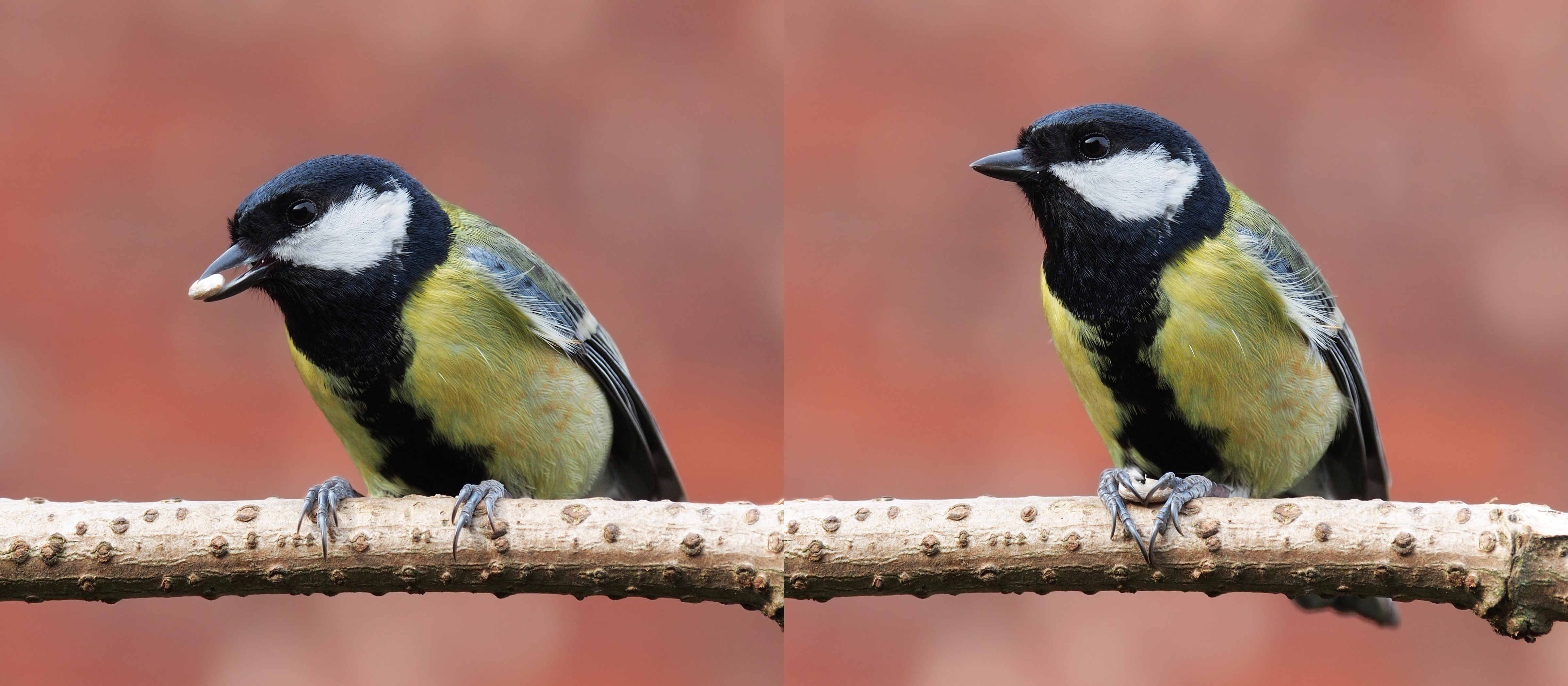
他のシジュウカラ科と同様、ヨーロッパシジュウカラは食べ物をクチバシで運び、次にそれを脚に移し、自分達が食べている間は脚で掴んでおく。

ヨーロッパシジュウカラは夏だと主に昆虫食であり、葉などを啄んで捕獲する昆虫やクモ類を食べる。具体的な獲物としては、ゴキブリ、バッタやコオロギ、アミメカゲロウ目、ハサミムシ、カメムシ目、アリ、ハエ目、トビケラ、カブトムシ、シリアゲムシ目、ザトウムシ、ミツバチやカリバチ、カタツムリ、ワラジムシ亜目などである。繁殖期に、シジュウカラはたんぱく質豊富な毛虫を優先して幼鳥に与える。2007年に発表された研究では、ヨーロッパシジュウカラがリンゴ果樹園の毛虫被害を50%ほど減らすのに役立つことが判明した。また雛鳥は、恐らく栄養上の理由から、発育初期にクモを沢山与えられる時期を迎える。昆虫の獲物が希少となる秋冬に、ヨーロッパシジュウカラは各種ベリーと種子を食餌に追加する。種子や果物は通常、ブナ属やハシバミ属の種子のように落葉樹や低木から採れるものである。採れる場所があれば、彼らは簡単に鳥の餌台から食べ残しのピーナッツやヒマワリの種を取る。特に厳冬期は、ヒマワリの種で体重の44%を消費する場合がある。特にブナ属の実が多く成った年だと、しばしば彼らは地面で食餌する。ヨーロッパシジュウカラは、他のシジュウカラ科と一緒に、冬の混群に参加する。

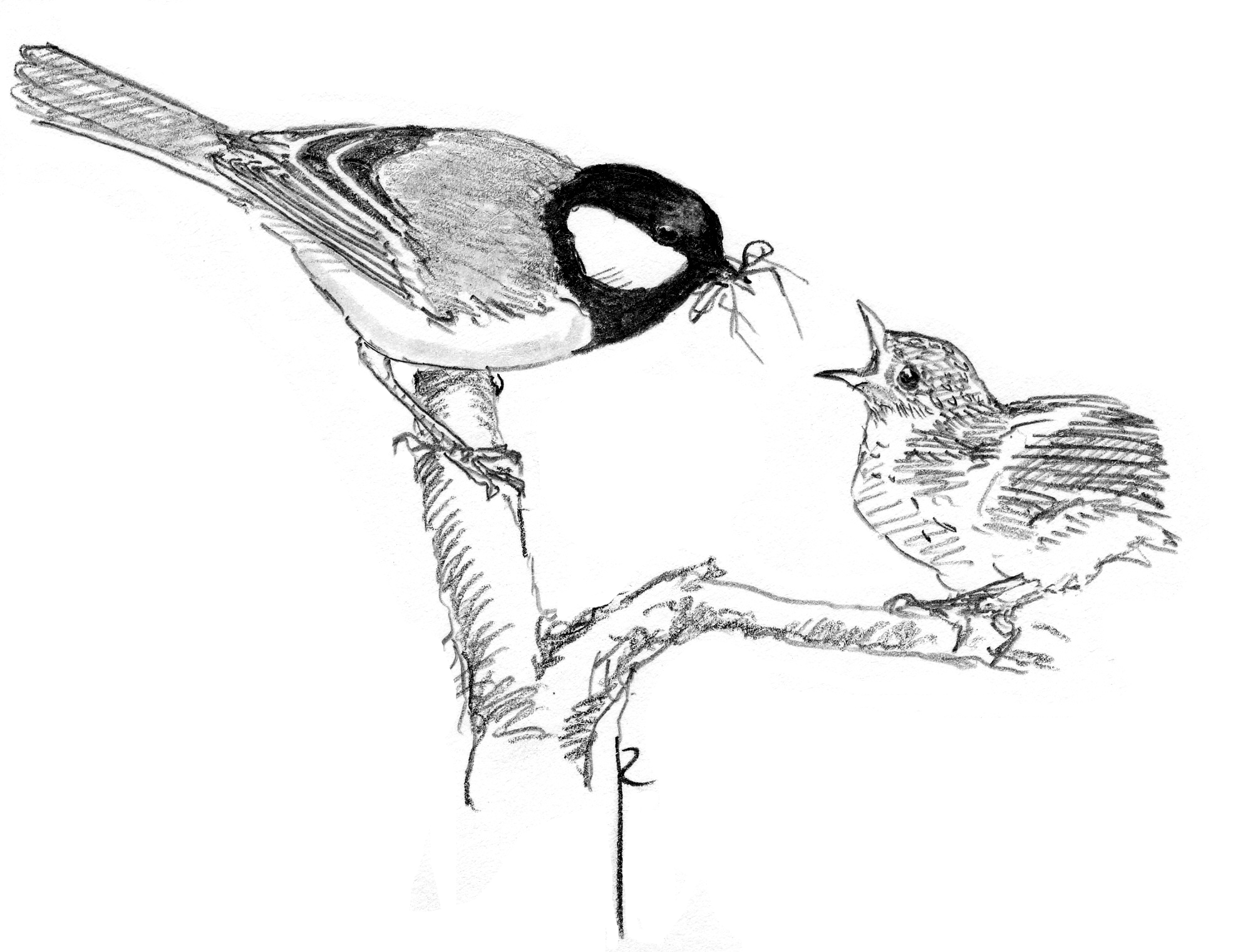
昆虫で幼鳥を養うヨーロッパシジュウカラ

大きな種子や獲物などの大きな食べ物は「鷲掴み」で扱われ、この場合に食物は片方または両方の足で保持され、食べる準備ができるまでクチバシで叩かれる。この方法を使うと、ヨーロッパシジュウカラは約20分で（殻をこじ開けて）ヘーゼルナッツに辿り着く。幼鳥に餌を与える時、成鳥は大型昆虫の頭を砕いて摂食しやすくしたり、毛虫から腸を取り除いてその腸内にあるタンニンが雛鳥の成長を妨げないようにする。
ヨーロッパシジュウカラは、食餌の多様性とかなりの知性を組み合わせて洞察学習で問題を解決する能力を（つまり試行錯誤ではなく洞察を通じて問題解決する能力を）兼ね備えている。イギリスで、ヨーロッパシジュウカラは家の玄関先に届けられた牛乳瓶の蓋を壊して一番上のクリームを入手することを学んだ。 この行動は1921年に初めて注目され、次の20年で急速に広がった。2009年に、ヨーロッパシジュウカラが塒にいるアブラコウモリ属を殺して脳を食べることが報告された。鳴禽類がコウモリを捕食する記録はこれが最初である。シジュウカラ科は、食べ物が不足気味な冬季にのみこの行動をする。また、木の穴から幼虫を取り出すために針葉樹の枝葉をクチバシに咥えるなど、道具の使用が記録されている。

### 繁殖

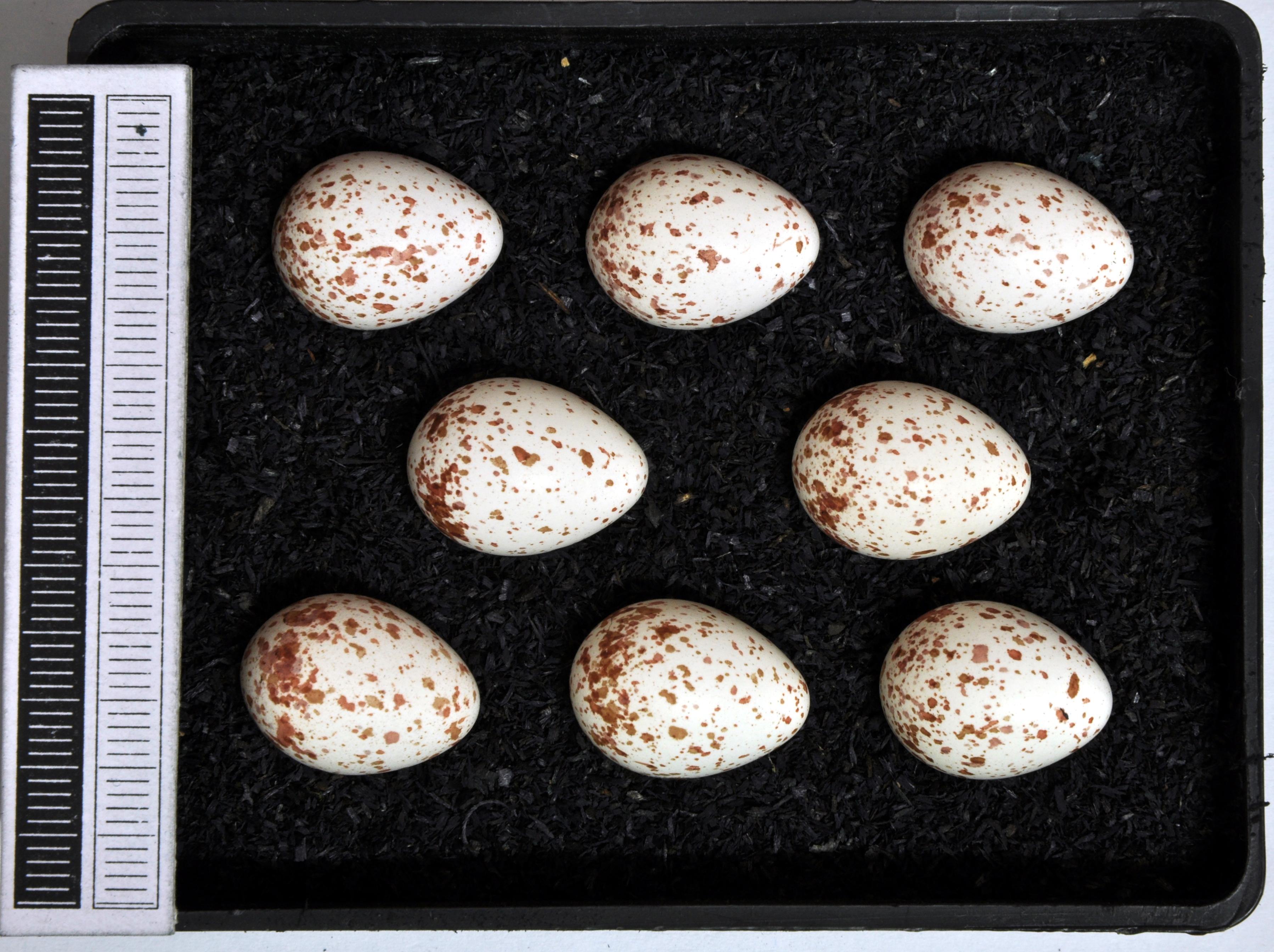
卵（ヴィースバーデン博物館）

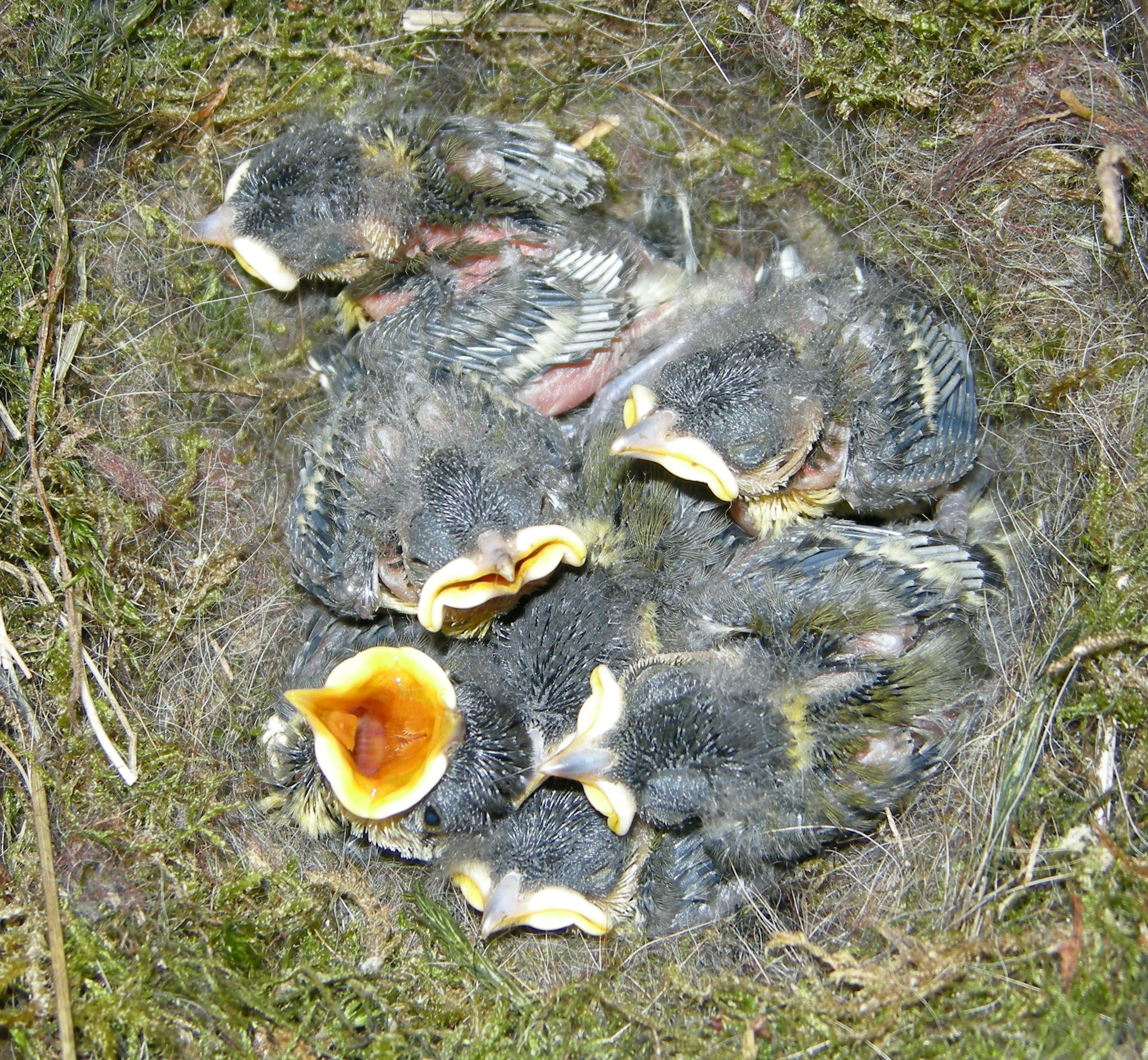
巣の中の雛鳥

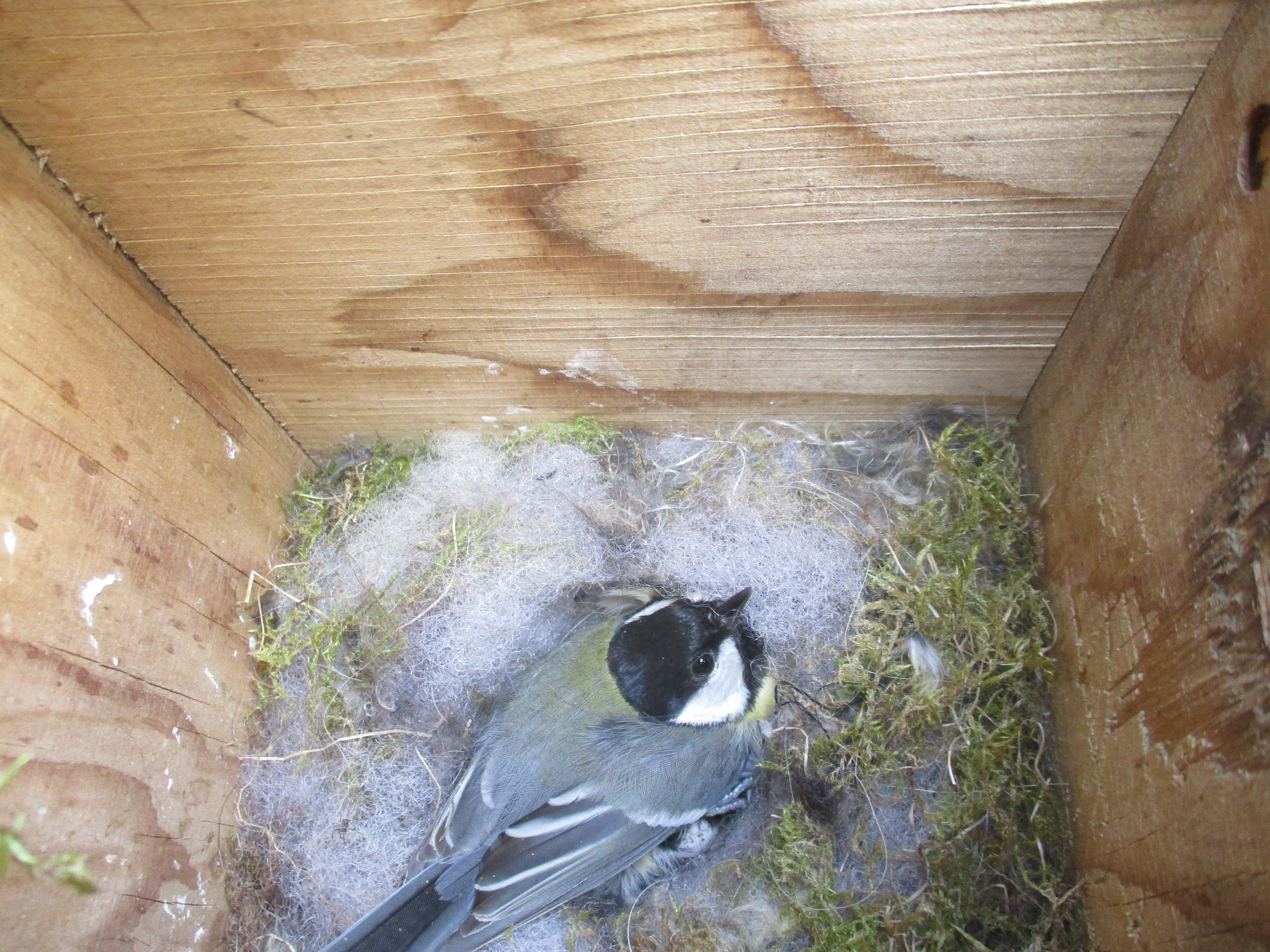
巣箱の中で営巣するヨーロッパシジュウカラ

ヨーロッパシジュウカラは一夫一婦制で繁殖し、繁殖の縄張りを確立している。1月下旬に縄張りが確立され、晩冬か春先に防衛が始まる。縄張りは通常、つがいの片方が死んだ場合でも雛がうまく育っている限りは引き続き保持される。メスは、巣が前年より古い場合に新たな縄張りへ飛んでいく可能性がある。何らかの理由でつがいが別れた場合、鳥達は分かれてメスは新たな縄張りを確立するためオスよりも遠くに移動する。ヨーロッパシジュウカラは社会的に一夫一婦制だが、別の相手との交尾が頻繁に行われる。ドイツのある研究では、巣の40%が育成するオス以外の親が父親になった子孫を含んでおり、全ての雛の8.5%が不貞の結果であることが判明した。オスの成鳥は、亜成体に比べて生殖の成功が高い傾向がある。
ヨーロッパシジュウカラは季節性の繁殖である。繁殖の正確なタイミングは様々な要因に左右されるが、場所が最重要である。ほとんどの繁殖は1月から9月にかけて行われ、ヨーロッパでは通常3月以降に繁殖期が始まる。イスラエルでは、10月-12月に繁殖した異例の記録がある。日光量と昼間の気温も繁殖時期に影響を与える。ある研究では、産卵のタイミングと獲物である毛虫のピーク量（これは温度と相関する）との間に強い相関関係があることが判明した。個体レベルだと、若いメスは年配のメスよりも産卵が遅い傾向がある。
ヨーロッパシジュウカラは樹洞営巣する鳥で、通常は樹洞で繁殖するが、場合によっては壁や岩壁の穴で行なうこともあり、手軽に巣箱に営巣する。
空洞内の巣はメスによって造られ、植物繊維、草、苔、毛、羽毛でできている。卵の総数は一般的には5-12個である。一巣卵数は、鳥が抱卵を始めると少なくなり、競合の密度が高い場合にも少なくなる。2番雛では卵の総数が小さくなる傾向がある。島嶼性も卵の総数に影響を及ぼし、沖合の島々にいるヨーロッパシジュウカラは大陸のものより卵総数は少ないながら大型の卵を産む。卵は白色で赤い斑点がある。メスが全ての抱卵義務を引き受け、抱卵中はオスによって餌が与えられる。この鳥は離れることなく雛を育てており、邪魔されると歯擦音を立てる。孵化のタイミングは獲物を狩りやすいピークの時と最もよく重なり、最初の産卵後に環境条件が変化した際は、抱卵の開始を遅らせる、より多くの卵を産む、抱卵を一旦やめる、ことで孵化のタイミングを調節できる。抱卵期間は12-15日である。

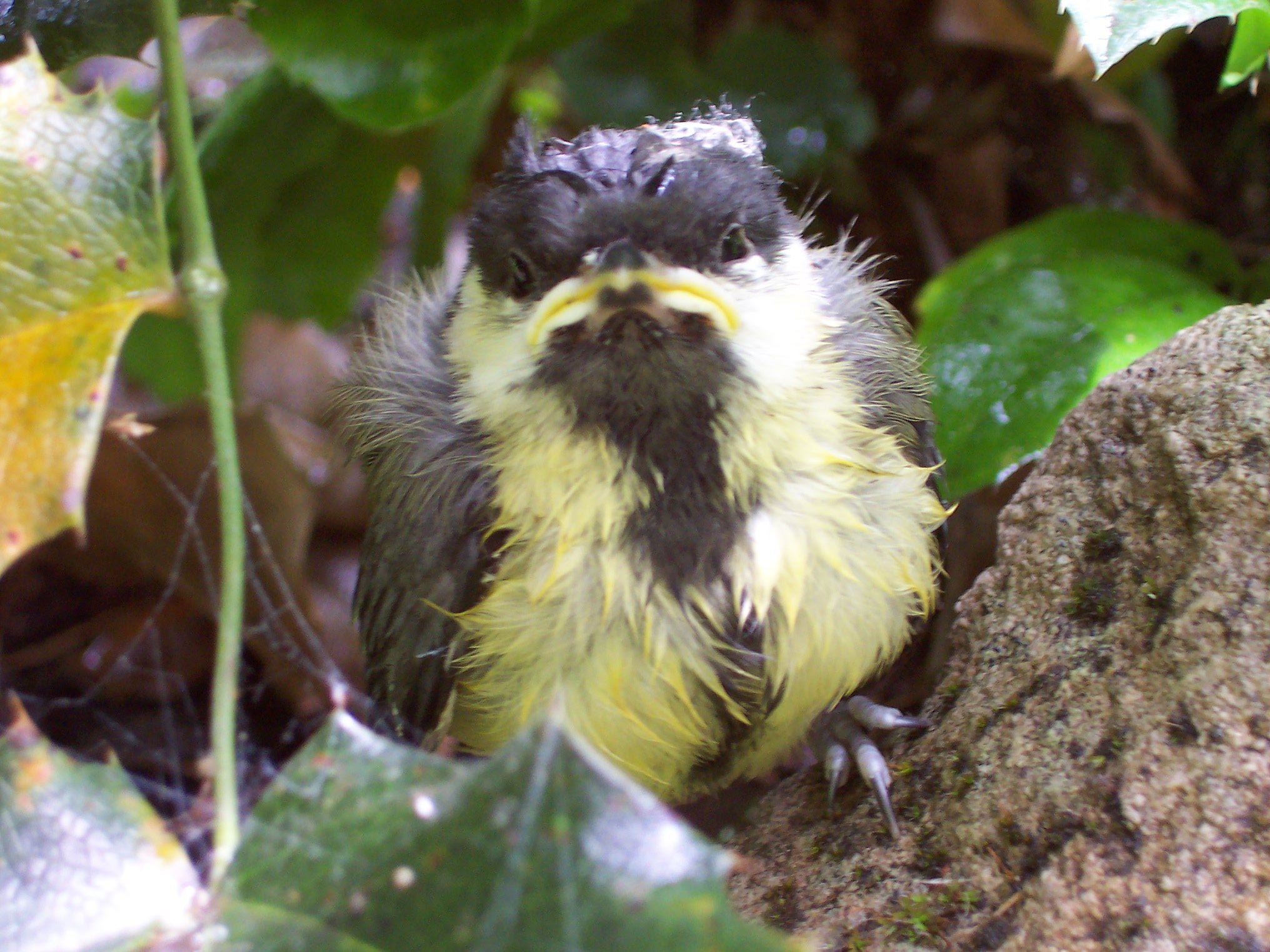
巣立ち直後の雛鳥

雛は全てのシジュウカラ科と同じく、羽毛が生えておらず目も開いていない状態で孵化する。羽が噴出し始めると、雛には親と同じようにカロテノイドで色づいた羽があるで、晩成鳥としては異例である（大半の種では、捕食を避けるために灰褐色）。うなじは黄色で、紫外線反射で親の注意を惹いている。これは薄明りでも見つけやすくするものか、親鳥の注意をもらうための目印であるかもしれない。この斑紋は、生後2ヶ月での最初の換羽を経て白くなり、鳥が成長するにつれて形が小さくなっていく。
雛は親鳥双方から餌を与えられ、通常は1日に6-7gの食物を受け取る。親鳥双方とも雛に給餌するほか糞便パケットを取り除くことで巣の衛生状態を助けており 、オスメスで給餌の取り組みに違いはない。雛の巣籠り期間は16-22日で、巣立ちの8日後に雛は親鳥から独立する。巣立った雛への給餌は独立後も続き、最初に生んだ雛で最大25日間続くが、二番雛では50日も続く。二番雛以降の巣籠りは、一番雛よりも免疫系や体の状態が弱く、そのため若年生存率が低い。
近交弱勢は近親交配の結果として起こるもので、子孫に適合性弱体化が見られる。適合性弱体化は、一般的にこれらの子孫において有害な劣性遺伝子の発現が増えた結果だと考えられている。ヨーロッパシジュウカラの自然集団では、出生地からの個体分散によって近親交配が避けられており、これが近親交配の可能性を減らしている。

### 生態系
ハイタカはヨーロッパシジュウカラの捕食者で、タカは若年で発達しようと多くの餌を求めるため、二番雛以降の若鳥はより高いリスクに晒される。ヨーロッパシジュウカラの巣は、特に巣箱に営巣している時にアカゲラに襲撃される。他にも巣の捕食者としては外来のトウブハイイロリス(英国)とイイズナがいて、これは巣にいる成鳥を捕まえてしまう。ニワトリノミ(Ceratophyllus gallinae)は、アオガラ とヨーロッパシジュウカラの巣でごく一般的である。元々はシジュウカラ専門のノミであったが、鶏舎の乾燥した混雑した条件がノミに新たな宿主での繁殖を可能にした。このノミを捕食するエンマムシ科やハネカクシも集まって来て、しばしば荒廃した巣に居座っているが、彼らは雛鳥によって生成される高温でのみ繁殖可能であり、シジュウカラ科が望ましい宿主である。ヨーロッパシジュウカラは巣箱を巡ってマダラヒタキと競合し、巣を探しているオスのヒタキを殺すことがある。巣に入る時間が重なると命がけの競争が起こる可能性がより顕著で、気候変動がこの2種間で入巣時期を重ねてしまい、ヒタキの死亡増加につながっている。ヒタキを殺した後、ヨーロッパシジュウカラはその脳を食べてしまう場合がある。

## 生理学
ヨーロッパシジュウカラには、寒い環境に対応する特別な生理学的適応があることが判明している。冬季準備をする際、ヨーロッパシジュウカラは血液の発熱量を高めることができる。この適応メカニズムは、赤血球におけるミトコンドリアの容積および呼吸の季節的増加と、ATP産生に由来する電子伝達系の脱共役の増加である。その結果として、ATP産生に使用されたであろうエネルギーが熱として放出され、血液がより熱を帯びる。冬の食糧不足に直面すると、ヨーロッパシジュウカラは熱損失と凍傷を減らすために末梢血管収縮の一種を見せる。凍傷と熱損失の減少は、ヨーロッパシジュウカラの向流血管の配置および鳥のクチバシと脚の中や周辺の主要な血管にある末梢血管収縮によって媒介される。このメカニズムが、断熱のない部位（すなわち、クチバシと脚）を周囲の温度に近い状態に保たせる。食物の制限に応じてヨーロッパシジュウカラのクチバシ温度が下がり、食物の摂取が増えるとクチバシの温度は徐々に正常に戻った。クチバシの血管収縮は省エネのメカニズムを果たすだけでなく、身体中央組織から皮膚に伝達される熱量を減少させ、環境に対して皮膚温度を下げることにより熱損失率を少なくする。

## 人間との関係

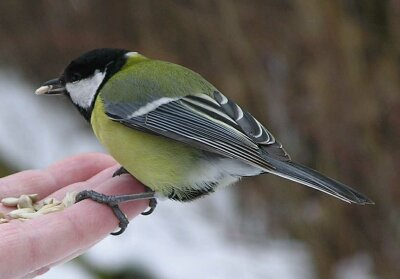
鳥の餌箱および巣箱を使おうとするヨーロッパシジュウカラは公共に人気があり、科学者にとっても(研究するのに）便利である。

ヨーロッパシジュウカラは、ナッツや種子を食べる際の躍動的な仕草が人気の、庭先にいる鳥である。巣箱に移動しようとする習性が、ヨーロッパシジュウカラを鳥類学における貴重な研究対象にしている。特に一巣卵数など、様々な生命史進化の研究モデルとして特に有用である。文献データベース (Biological Abstracts) 検索の研究では、1969年から2002年にかけてParus Majorに関する記事が1349件見つかった。
概してヨーロッパシジュウカラは人間による環境改変に適応している。それはより普遍的で、森林被覆の乱されていない地域で繁殖はより成功するが、人間によって改変された生息地にも適応している。それは都市部で非常に普遍的となっている。例えば、人口50万人の英シェフィールド市の繁殖個体数は約17,000羽と推定されている。人間の環境に適応する際、その鳴き声は騒音汚染の都市環境で変化が見られた。低周波の背景騒音がある地域では、鳴き声がのどかな地域よりも高い周波数になる。このシジュウカラはその範囲を拡大し、スカンジナビアとスコットランドに北方移動し、イスラエルとエジプトに南方移動した。総個体数は3240万km2の範囲に3億-11億羽いると推定されている。質の悪い生息地がある地域では局所的な個体数減少が見られるも、生息範囲が広範で数も多いためヨーロッパシジュウカラに絶滅の恐れがあるとは考えられておらず、IUCNレッドリストでは低危険種に分類されている。